# Pawel Solomonowitsch Juschkewitsch
Pawel Solomonowitsch Juschkewitsch, russisch Павел Соломонович Юшкевич (* 29. Juni 1873 in Odessa; † 6. Dezember 1945 in Moskau) war ein russischer Philosoph, Übersetzer philosophischer Werke und Sozialdemokrat.
Juschkewitsch war Vertreter des Positivismus und des Pragmatismus. Seine philosophische Position bezeichnete er selbst als Empiriosymbolismus. Wladimir Lenin kritisierte in seinem Buch Materialismus und Empiriokritizismus unter anderem Juschkewitschs Ansichten.
Der Mathematikhistoriker Adolf Pawlowitsch Juschkewitsch war sein Sohn.

## Schriften (russisch)
- Über die materialistische Geschichtsauffassung (1907)
- Die Säulen der philosophischen Orthodoxie (1907)
- Materialismus und kritischer Realismus (1908)
- Weltanschauung und Weltanschauungen (1912)
- Über das Wesen der Philosophie (1921)

| Personendaten    | Personendaten                                                             |
| ---------------- | ------------------------------------------------------------------------- |
| NAME             | Juschkewitsch, Pawel Solomonowitsch                                       |
| ALTERNATIVNAMEN  | Юшкевич, Павел Соломонович (russisch)                                     |
| KURZBESCHREIBUNG | russischer Philosoph, Übersetzer philosophischer Werke und Sozialdemokrat |
| GEBURTSDATUM     | 29. Juni 1873                                                             |
| GEBURTSORT       | Odessa                                                                    |
| STERBEDATUM      | 6. Dezember 1945                                                          |
| STERBEORT        | Moskau                                                                    |